# Limavady
Limavady (en gaèlic irlandès Léim an Mhadaidh, que vol dir "salt del gos", en scots-ulster Limavadie) és una ciutat d'Irlanda del Nord, al comtat de Derry, a la província de l'Ulster. Es troba als peus del Binevenagh, a 27 kilòmetres a l'est de Derry i 23 kilòmetres al sud-oest de Coleraine. Tenia una població de 12.135 habitants en 2001, aproximadament un 17% més en comparació amb 1991. Des de 1971 la població de Limavady gairebé s'ha duplicat.

## Demografia
Limavady és classificada com a ciutat mitjana per la Northern Ireland Statistics and Research Agency (NISRA) (entre 10.000 i 18.000 habitants). Segons el cens de 2001 hi havia 12.135 persones vivint a Limavady. D'elles:
- 25,4% tenien menys de 16 anys i 14,3% tenien més de 60
- 48,8% de la població és masculina i el 51,2% és femenina
- 41,6% són catòlics irlandesos i el 56,5% són protestants[3]
- 5,1% dels habitants entre 16–74 estaven a l'atur.

## Townlands
Limavady va sorgir originàriament del townland de Rathbrady Beg en la parròquia civil de Drumachose i originàriament era coneguda com a Newtown Limavady. Amb el temps, l'àrea urbana s'ha expandit pels townlands del voltant. Aquesta inclou:
- Bovally (derivat de l'irlandès Bó Bhaile que vol dir "townland de vaques")
- Coolessan (derivat de l'irlandès Cúil Leasáin que vol dir "racó del petit fort")
- Enagh (derivat de l'irlandès Eanach que vol dir "pantà")
- Killane (derivat de l'irlandès Coill Leathan que vol dir "bosc ampli")
- Rathbrady Beg (derivat de l'irlandès Ráth Brighde Beag que vol dir "petit fort de Santa Brígida")
- Rathbrady More (derivat de l'irlandès Ráth Brighde Mór que vol dir "gran fort de Santa Brígida")

## Història
L'assentament de Limavady i els seus voltants tenen arrels celtes, encara que no està clara la data del seu origen i s'estima en el 5 dC. Els primers registres parlen de Sant Columba, qui presidí una trobada de reis a Mullagh Hill vora Limavady el 575, en un lloc on ara hi ha el Roe Park Golf Resort.
A la zona de Limavady el clan predominant foren els O'Cahan. La seva marca es troba arreu de la ciutat i rodalia. La Rodca d'O'Cahan és un dels ùnts històrics de Limavady, on segons la mitologia local un gos del cap local va saltar al riu per a demanar ajut de clans pròxims després d'un atac sorpresa de l'enemic. Això va donar Limavady seu nom Leim an Mhadaidh que significa" salt del gos". Aquesta roca, juntament amb altres relíquies de la història de Liamvady, es poden veure a Roe Valley Country Park.
La ciutat es va desenvolupar a partir d'un petit assentament de la colonització fundat a principis del segle xvii. Tenia una associació primerenca amb la indústria del lli, però no es beneficià de l'expansió posterior de la fabricació de roba de lli al segle xix. Com a resultat seguia sent una ciutat de mercat de grandària modesta fins a finals del segle xx.
Durant el conflicte d'Irlanda del Nord quatre persones foren assassinades vora o a Limavady per l'IRA Provisional. Dos eren membres de les forces de seguretat i dos eren civils assassinats per una bomba que s'havia posat a la caserna de la RUC de Limavady.